# Anton Lah
Anton Lah, slovenski rimskokatoliški duhovnik, nabožni pesnik in prevajalec, * 3. januar 1803, Jareninski Dol, † 26. julij 1861, Limbuš.

## Življenjepis
Lah je od leta 1817 do 1822 obiskoval gimnazijo v Mariboru. Po končani gimnaziji je sprva študiral filozofijo, nato pa od 1824 do 1828 v Gradcu teologijo in kot tretjeletnik bil 28. avgusta 1827 posvečen. Od 1828 do 1832 je bil kaplan pri Sv. Petru pri Radgoni, nato je moral zaradi bolezni v začasni pokoj; živel je v Gornji Radgoni. Leta 1833 je zopet nastopil kaplansko službo v Radgoni, od koder se je 1835 vrnil k Sv. Petru. Leta 1837 je šel za provizorja v župnijo  Gornja sv. Kungota in jo 1838 prevzel. Za njegovega župnikovanja se je  v Limbušu zgradilo novo župnišče.

## Literarno delo
Lah je že kot dijak pisal v nemščini, gladko tekoče pesmi in prigodnice meditativnega značaja, ki so nastajale pod vplivom in po vzorcu prof. J. A. Zupančiča. Popolnoma priložnostnega značaja je tudi njegova nemška poezija radgonskih in gornjeradgonskih let (glose k raznim darilom, voščila, epitafi; vse v rokopisu, sedaj v arhivu Zgodovinskega arhiva v Mariboru). Slovenskega pisanja se je lotil najbrž po zgledu Petra Dajnka, ki je do 1831 kaplanoval v Radgoni. Lah je 1835 izdal v dajnčici pri Weitzingerju v Radgoni prevod Schmidove povesti Leseni krixec ali pomóч v' potrébi. Leta 1850 je pomagal Jožefu Muršcu pri Bogočastju, za katero je prevedel 7 antifonov in 4 sekvence. Istega leta je pri Leyrerju v Mariboru izdal Duhovne pesme za šolsko mladost. Za praktičnega narodnega vzgojitelja se je pokazal, ko je 1847 ustanovil »Družbo slovenskega branja v - Lembahi«, eno prvih bralnih društev na Slovenskem, ki jo je vodil do svoje smrti.